# Să ne jucăm de-a Terra
Să ne jucăm de-a Terra este un film românesc din 1977 regizat de Liana Petruțiu.